# Joana Preiss
Joana Preiss (* 22. května 1972 Marseille) je francouzská herečka a režisérka. Svou kariéru zahájila v devadesátých letech. Jejím prvním celovečerním filmem byl Fin août, début septembre režiséra Oliviera Assayase. Později hrála v několika dalších Assayasových filmech. Vystupuje také v divadle, hrála například ve hrách Antonius a Kleopatra a Gilgameš. Kromě herectví se věnuje také hudbě a režírování. V roce 2011 například natočila dokumentární film Sibérie. Kromě toho se věnuje zpěvu, spolu s Vincentem Epplayem byla členkou dua White Tahina.

## Filmografie
- Fin août, début septembre (1998)
- Tout contre Léo (2002)
- La Nuit sera longue (2003)
- Život je peklo (2004)
- Ma mère (2004)
- Paradise now – Journal d'une femme en crise (2004)
- Un couple parfait (2005)
- Paříži, miluji tě (2006)
- V Paříži (2006)
- Vstupní brána (2007)
- Spiklenci (2009)
- Refuge (2009)
- La ligne blanche (2010)
- Nobody Fucks Nico (2011)
- Sibérie (2011)
- Mauvaise fille (2012)
- Les mouvements du bassin (2012)
- Passer l'hiver (2013)
- Tenir la nuit (2013)
- Silent Asylum (2013)
- Mary, Queen of Scots (2013)
- La storia di Cino (2013)
- Taipei Factory (2013)
- Le dos rouge (2014)
- Jour et nuit, delle donne e degli uomini perduti (2014)
- En chantier (2015)
- Rouge, le portrait mensonger de Bertrand Bonello (2015)
- Raw (2016)
- La veillée (2016)
- Trilogie de nos vies défaites (2016)
- L'homme d'après (2016)
- Alien Cristal Palace (2018)
- Resurrezione (2019)
- Broken Poet (2020)
- Which is Witch? (2020)